# Avenida Independencia (Buenos Aires)
La avenida Independencia es una importante arteria de la Ciudad de Buenos Aires, Argentina.

## Características

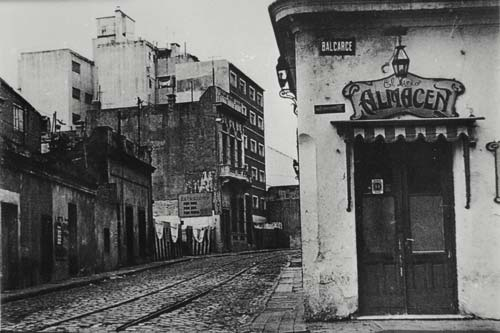
El Viejo Almacén y la calle Independencia angosta

Con recorrido este - oeste, la avenida transcurre por varias zonas de Buenos Aires, actuando como límite entre los barrios de Constitución y Monserrat, Balvanera y San Cristóbal y Almagro y Boedo.
Corre paralelamente a las avenidas Caseros, San Juan; Juan de Garay, Belgrano y Rivadavia.
Tiene acceso a las estaciones Independencia de la Línea C y la Línea E del Subte de Buenos Aires y además se encuentra a 250 metros de la estación Venezuela de la Línea H.
La Avenida Independencia fue en sus comienzos una calle angosta de los márgenes del pequeño pueblo de Buenos Aires. Hacia el oeste se formó, partiendo de los límites, un camino rural que se adentraba en la llanura pampeana. En 1822, Bernardino Rivadavia ya proponía el ensanche de la antigua calle para transformarla en una avenida, hecho que se cumplió al oeste de la Avenida Entre Ríos (antiguo Camino de las Tunas, límite del poblado).
Sin embargo en el tramo comprendido entre la Avenida Entre Ríos y el río, Independencia continuó siendo una calle angosta e incluso empedrada en el barrio de San Telmo, hasta la década de 1970.
Existía desde julio de 1904 una ordenanza municipal que reglamentaba el retiro de las nuevas edificaciones que contemplara el ensanche de la calle colonial en su tramo céntrico, pero la renovación de las construcciones no se dio de manera rápida. Aún continuaban en pie bastantes casas del período colonial, de comienzos del siglo XIX e incluso algunas más antiguas, como la Casa de Ejercicios Espirituales de 1799 (n.º 1190).
Ya en 1971 se terminó la apertura de la Avenida 9 de Julio (comenzada en 1937) llegando hasta la calle Independencia, significando la demolición de las casas ubicadas en la cuadra del 1000. El ensanche de Independencia fue comenzado hacia 1978, durante la intendencia de facto del brigadier Osvaldo Cacciatore.

## Recorrido
La avenida nace en la Avenida Ingeniero Huergo, en inmediaciones de la Facultad de Ingeniería de la Universidad de Buenos Aires, en el límite de los barrios de San Telmo y Puerto Madero. En su primera cuadra pasa entre la CGT y un antiguo conjunto de viviendas construidas para oficiales de la Policía Federal y que se encuentra en venta, con próxima desaparición. Luego cruza la Avenida Paseo Colón, junto a la Plazoleta Coronel Manuel de Olazábal y el monumento Canto al Trabajo, de Rogelio Yrurtia.
En este primer tramo abundan las medianeras producto del ensanche que aún deja sus marcas a la vista. Muchos terrenos que quedaron luego de las obras eran de una profundidad insignificante, por lo cual fueron transformados en huertas de escuelas primarias, o simplemente como partes anchas de la vereda. En muchos casos, los vecinos pintaron murales sobre las medianeras. En la esquina de la calle Balcarce, sobrevivió al ensanche una antiquísima casa colonial, que desde 1969 es el bar El Viejo Almacén, reducto tanguero de Buenos Aires. Lo que no sobrevivió es la casa Benoit, en la esquina con Bolívar, demolida ilegalmente en 2008. En el n.º 466 se levanta el imponente Edificio Arturo L. Ravina, de la cooperativa El Hogar Obrero. En la esquina de la calle Perú sobrevive la recientemente restaurada Escuela Hipólito Vieytes, que data del año 1882.
A partir de la calle Piedras, la avenida funciona como límite entre Monserrat y Constitución. En la cuadra del 900 está la Plazoleta Castelao, donde se ubican los accesos a la estación Independencia de la línea C de subterráneos. En la siguiente cuadra, Independencia atraviesa la Avenida 9 de Julio. En la siguiente cuadra, en la vereda sur se alza la Santa Casa de Ejercicios Espirituales, y en la esquina de la calle Lima una estación de servicio Shell, famosa por un derrame de combustible de sus tanques que afectó a la estación Independencia de la línea E de subterráneos que se encuentra contigua. En la vereda de enfrente se levanta la UADE, universidad privada.
En esta sección tampoco predominan los edificios en altura, y aunque recientemente se ha dado un gran desarrollo inmobiliario en esta zona de la Avenida Independencia, aún sobreviven muchas casas unifamiliares.[cita requerida] A la altura del 1800, se cruza con la Avenida Entre Ríos, junto al Mercado San Cristóbal (año 1944, del estudio de arquitectos SEPRA), y pasa a funcionar como límite entre los barrios de Balvanera y San Cristóbal. Esta zona es plenamente residencial y abundan los edificios.
A la altura del 2600, la avenida pasa junto a: El Instituto Nacional de Educación Tecnológica (I.N.E.T.), en la intersección con la calle Saavedra, la Escuela Técnica "Fray Luis Beltrán" (n.º 10, D.E. 5.º), y cruza la Avenida Jujuy. En el n.º 3065 se encuentra el edificio de la Facultad de Psicología de la Universidad de Buenos Aires, y en el n.º 3270/74 se levanta la Torre de la Independencia (año 1998), un alto edificio residencial con parque privado y pileta de natación.
A partir de la calle Sánchez de Loria, la Avenida Independencia es límite entre los barrios de Almagro y Boedo. A la altura del 3600, corta la Avenida Boedo. En esta zona se levantan algunos edificios, pero abundan las casas bajas y antiguas y algunos galpones industriales. En el n.º 4221 se encuentra un gran supermercado de la cadena Vea.
A la altura del 4400, cruza la Avenida La Plata para continuar como la Avenida Juan Bautista Alberdi en el barrio de Caballito.

## Imágenes

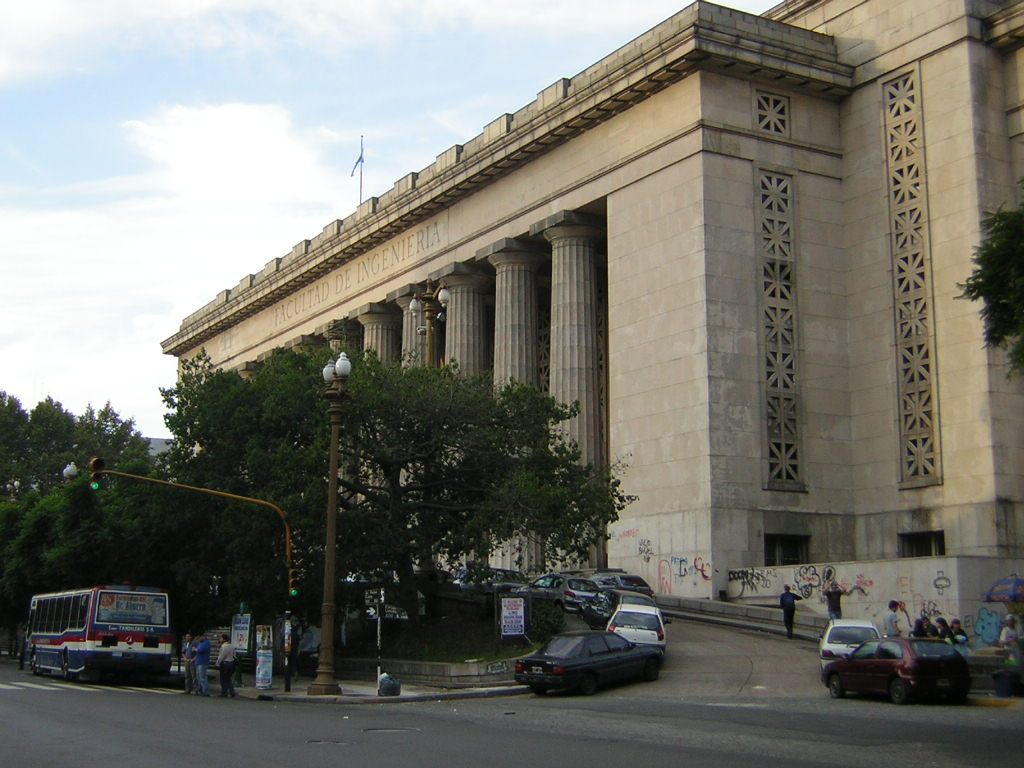
Frente de la Facultad de Ingeniería de la UBA
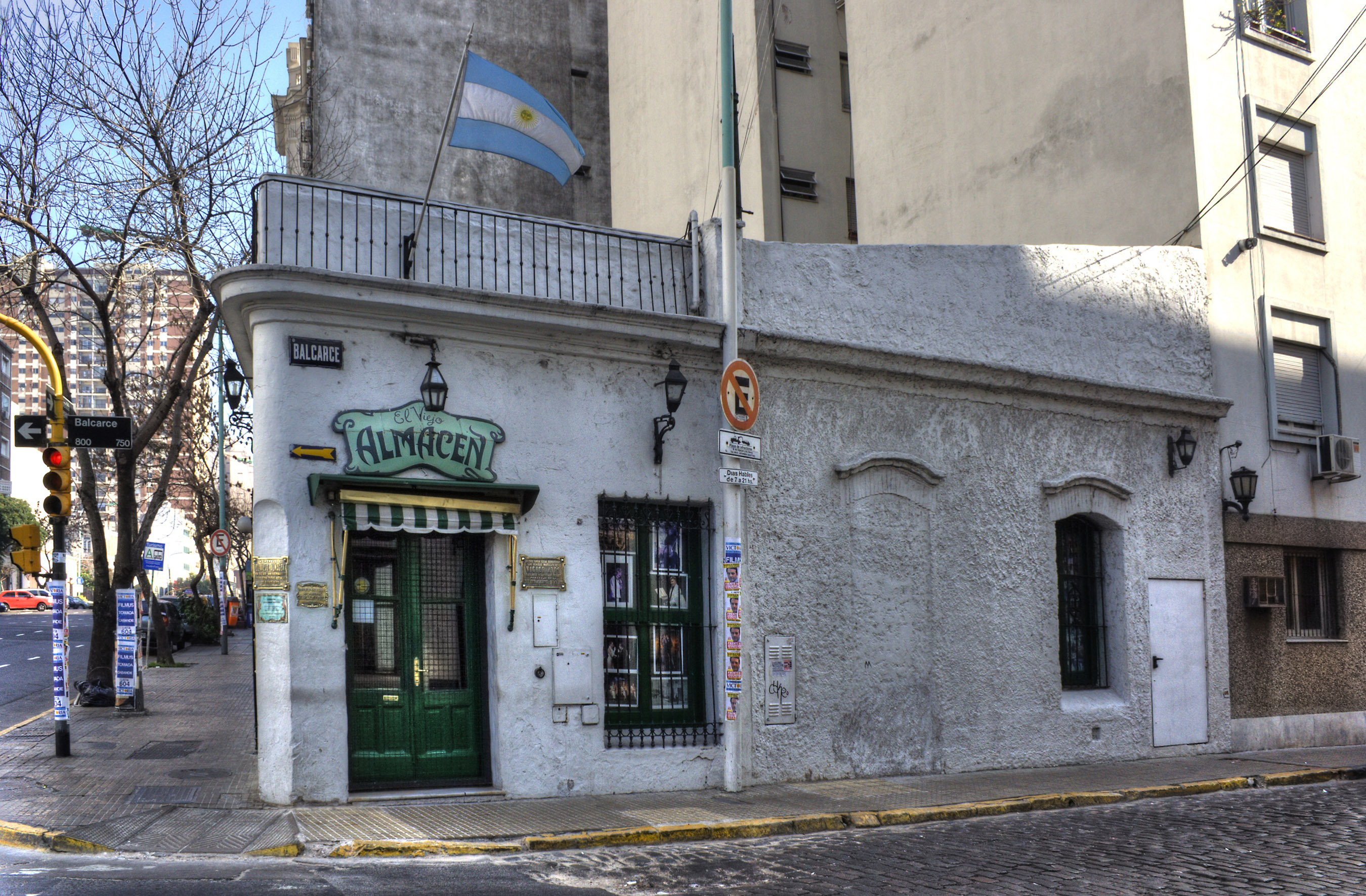
El Viejo Almacén actualmente
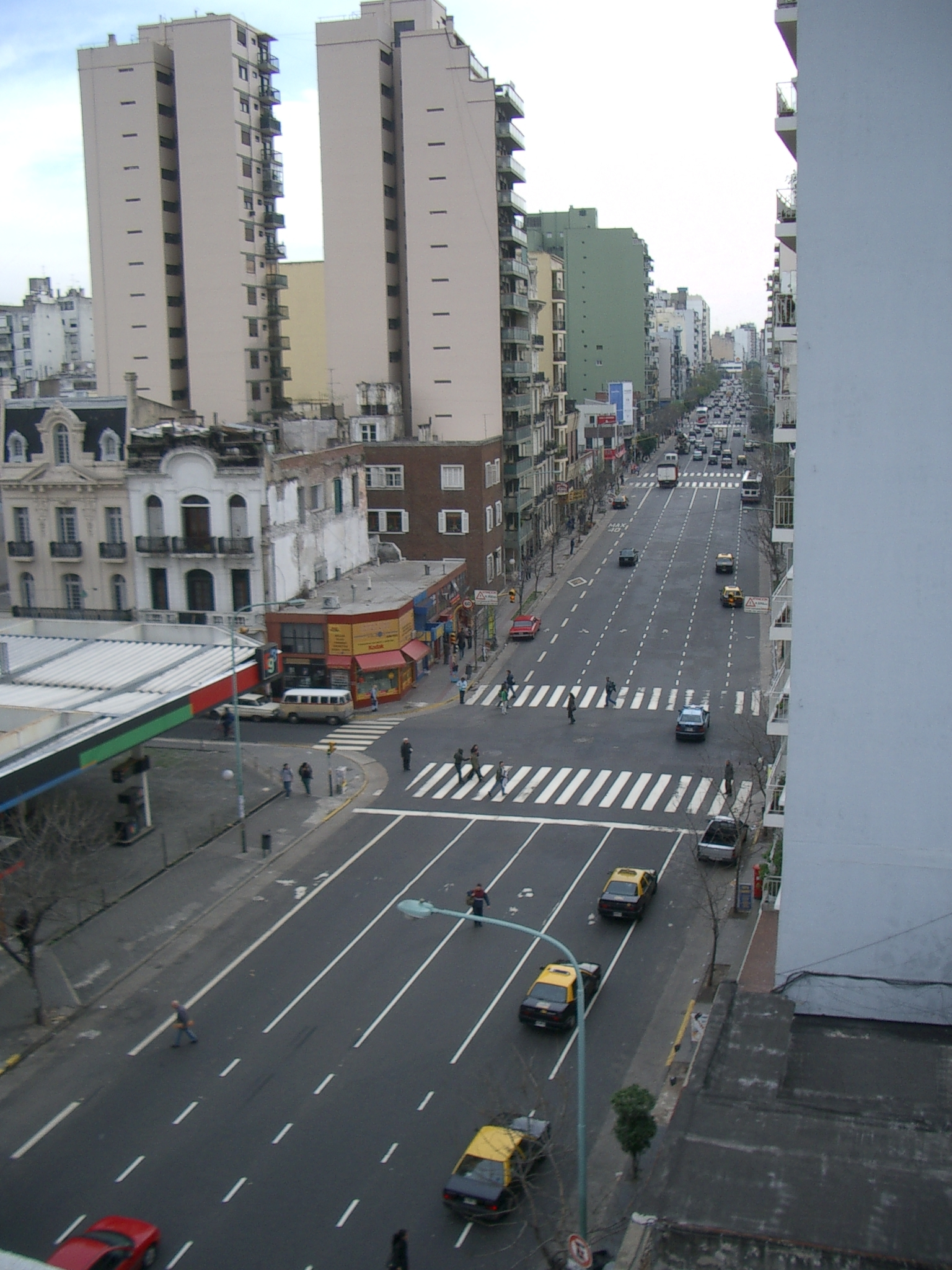
Desde la calle Bolívar al oeste
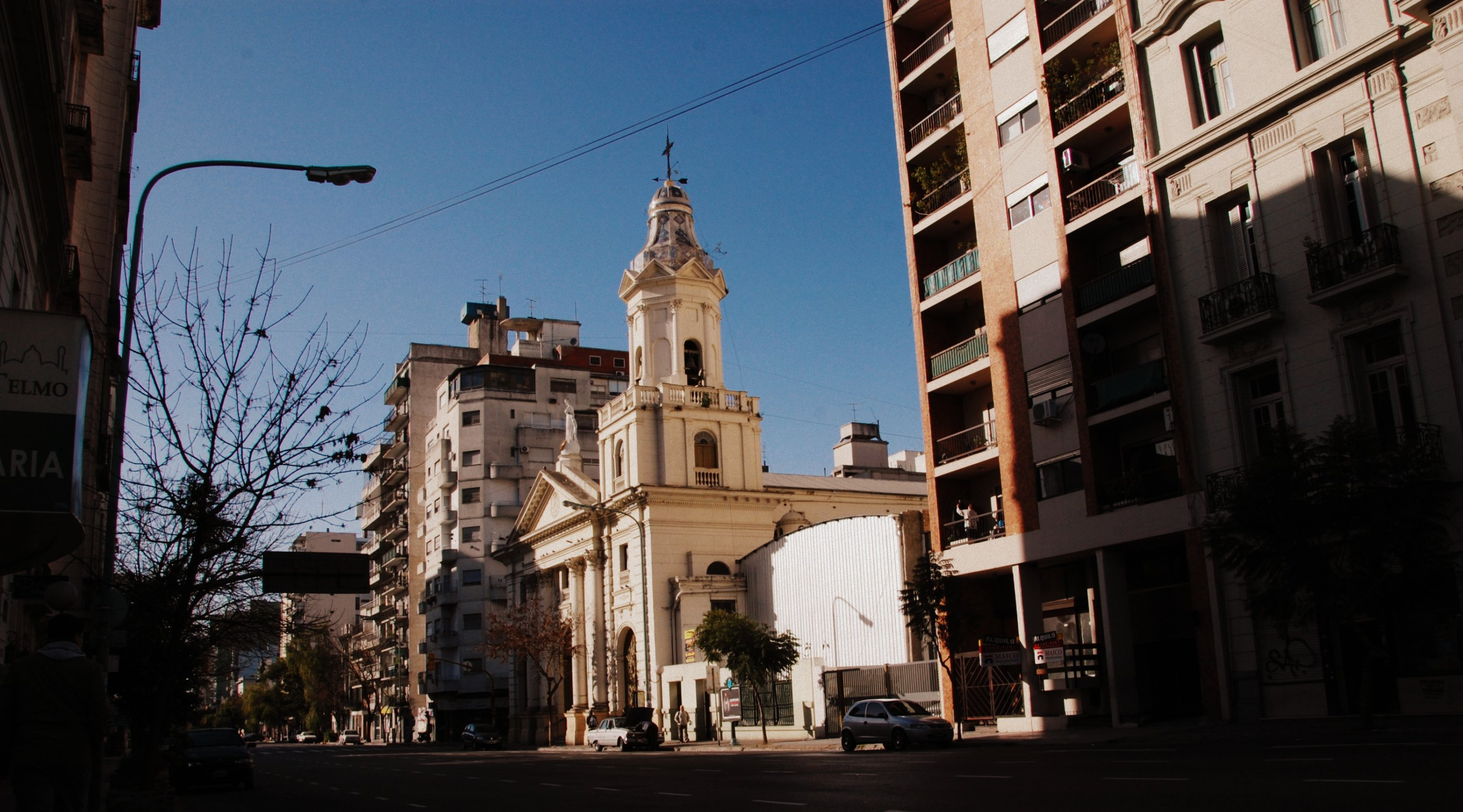
Iglesia de la Inmaculada Concepción
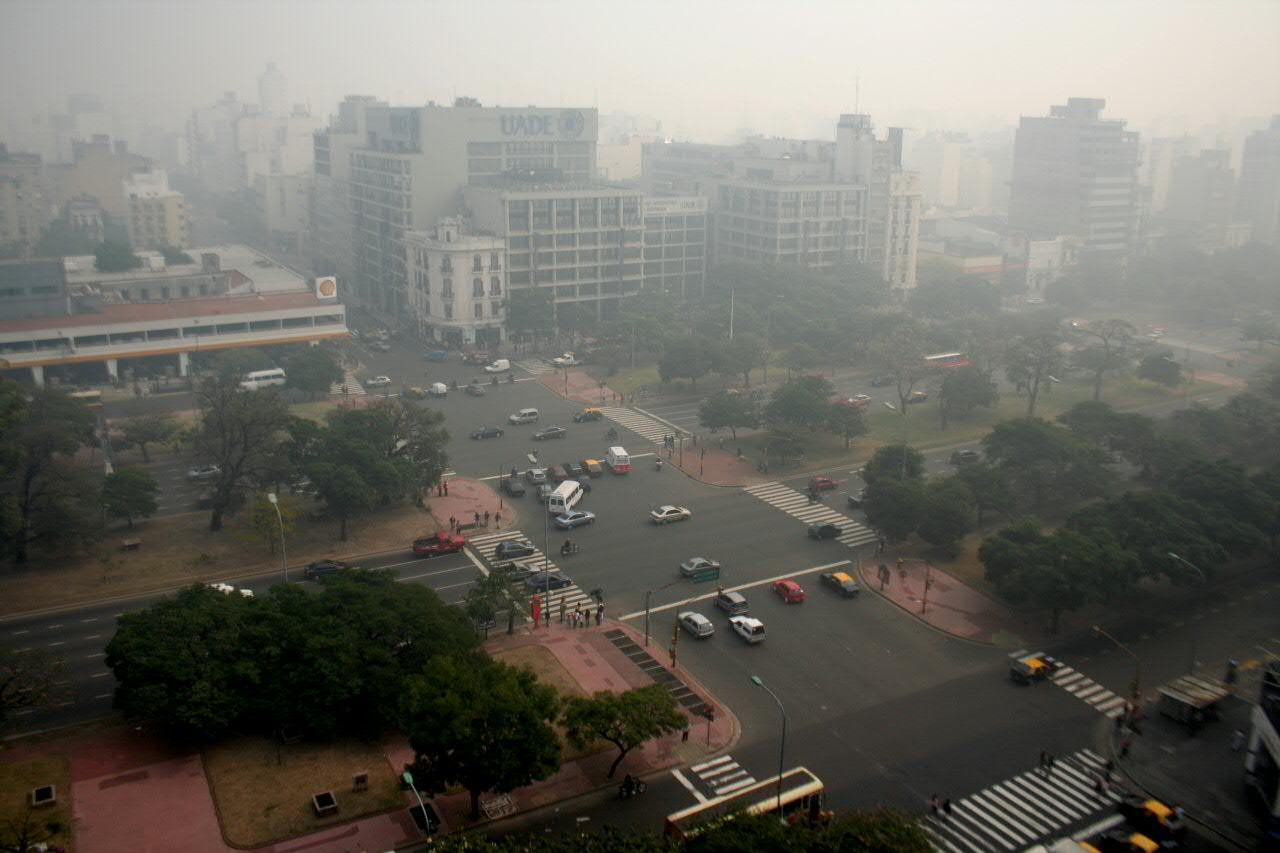
Cruce con la Av. 9 de Julio
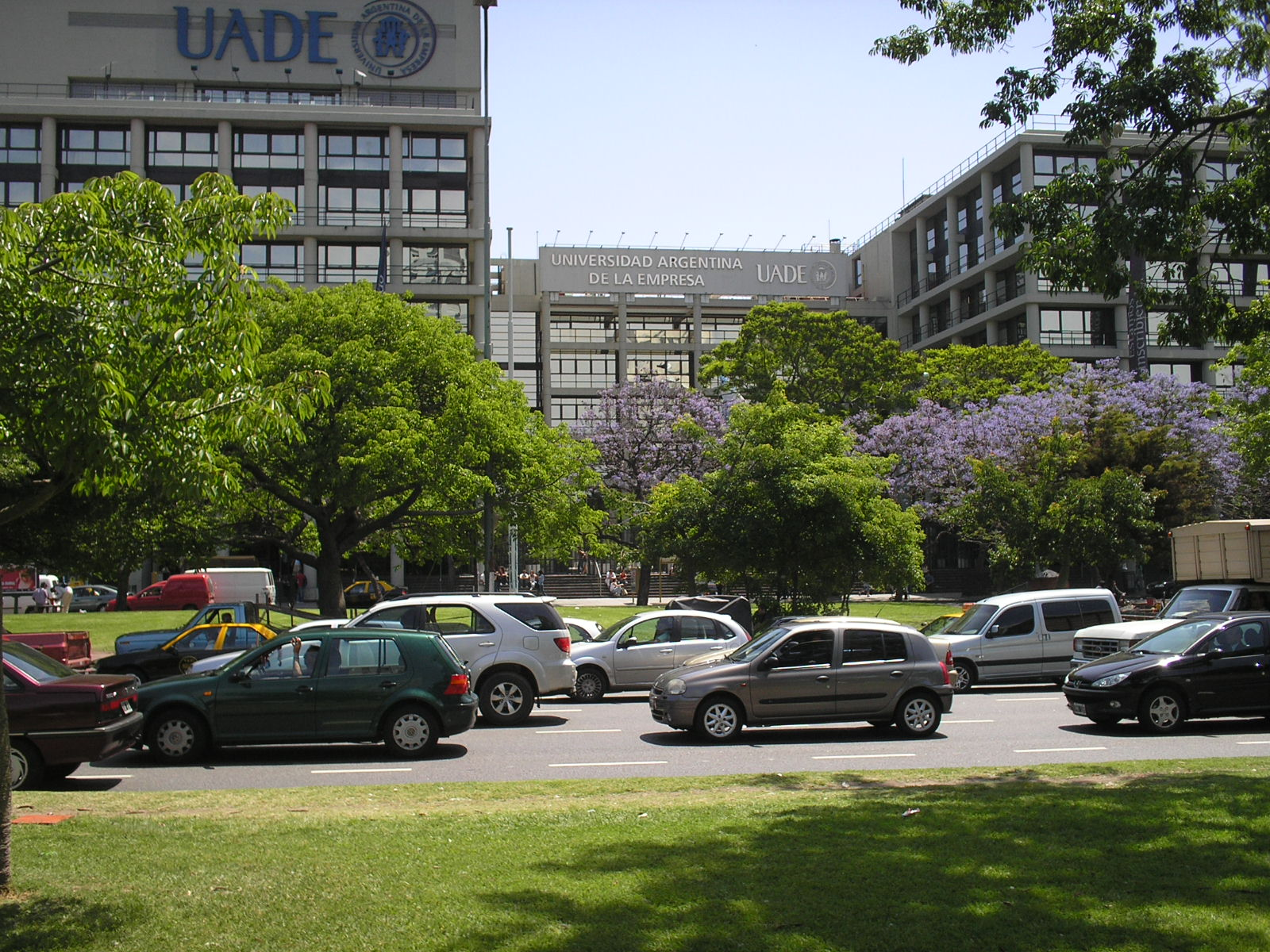
Campus de la UADE (calle Lima)
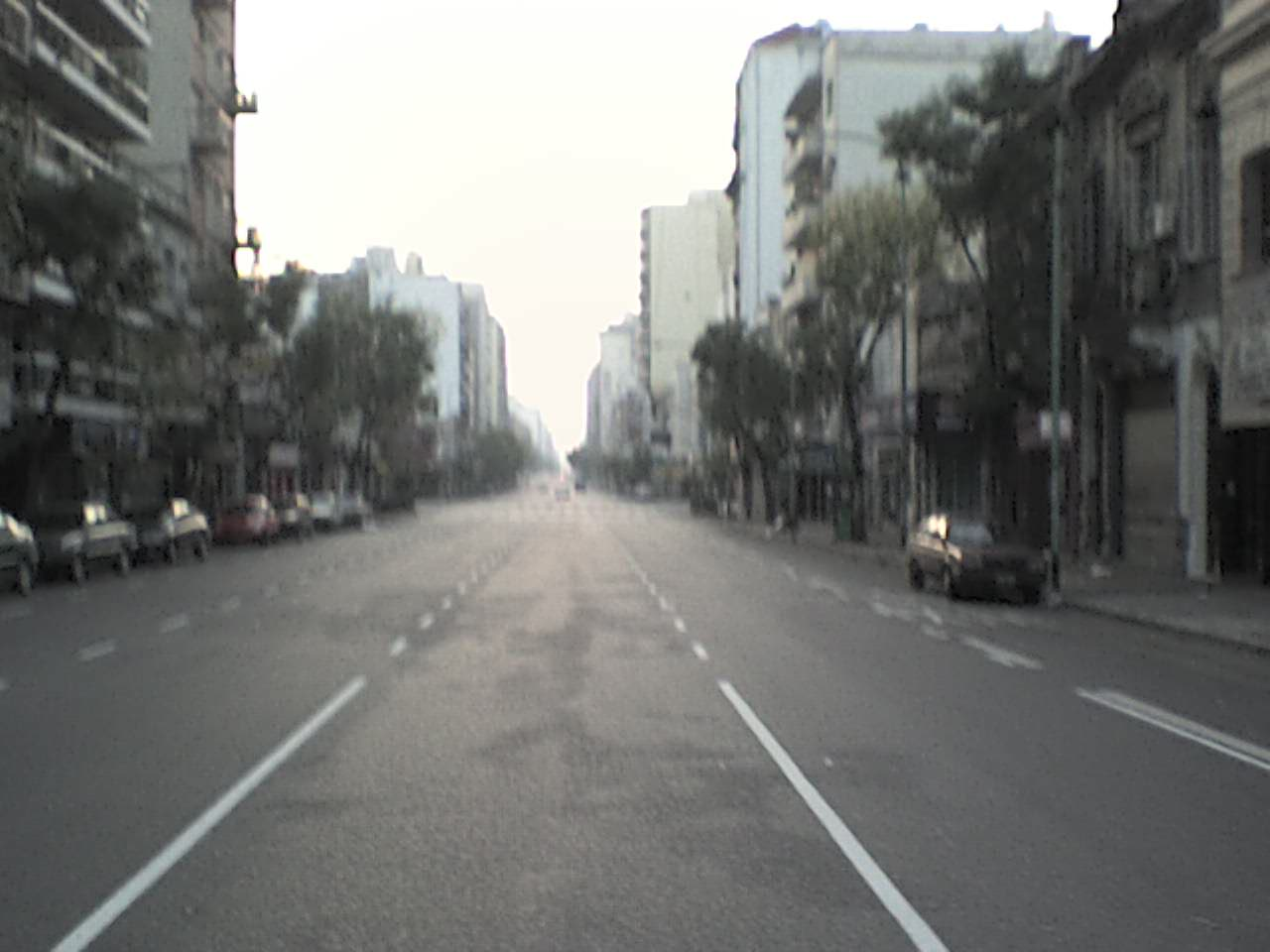
Av. Independencia y Combate de los Pozos. Vista hacia el este
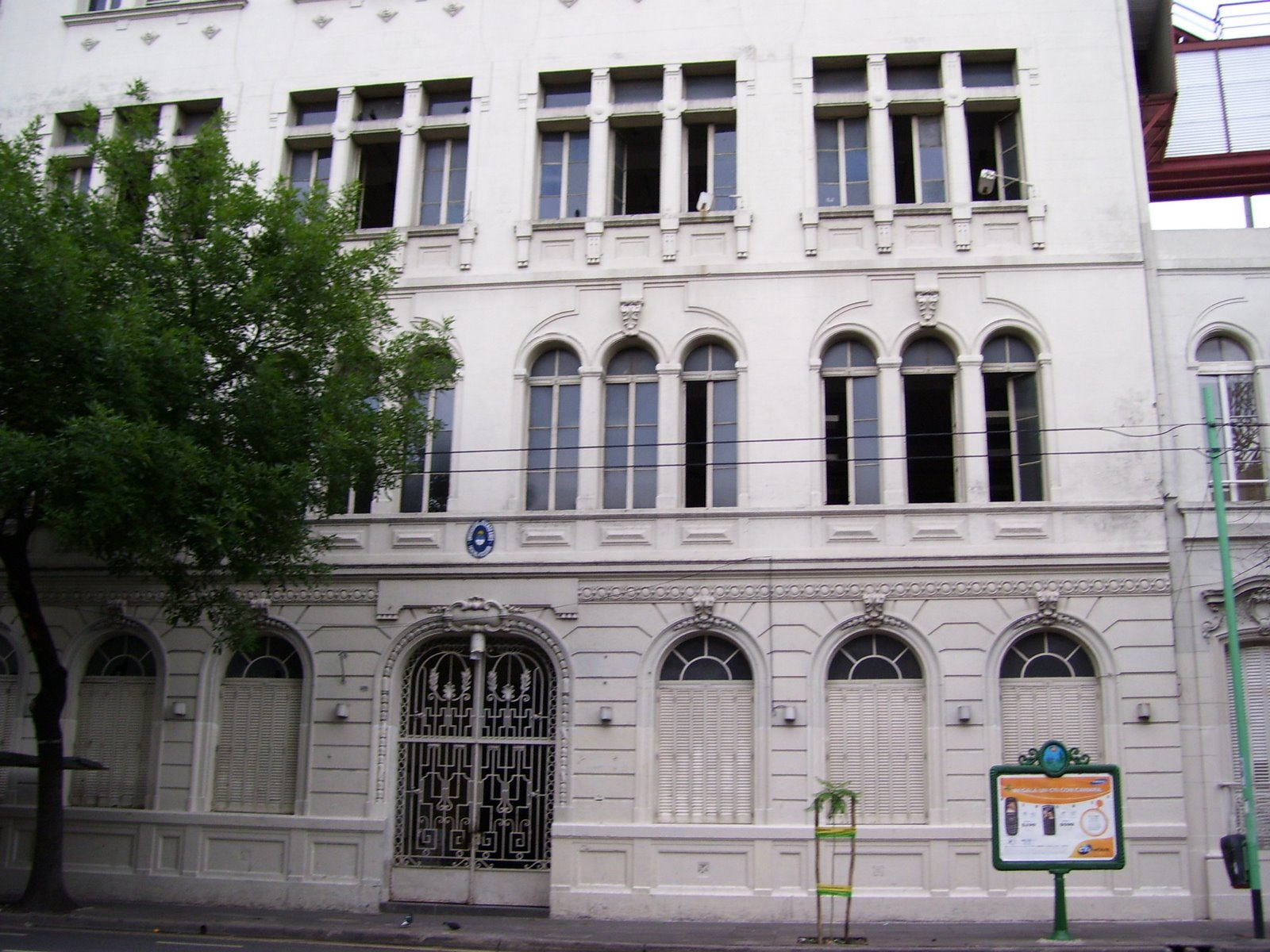
La Facultad de Psicología de la UBA. Avenida Independencia 3.065